# NGC 3877
NGC 3877 је спирална галаксија у сазвежђу Велики медвед која се налази на NGC листи објеката дубоког неба.
Деклинација објекта је + 47° 29' 40" а ректасцензија 11h 46m 7,3s. Привидна величина (магнитуда) објекта NGC 3877 износи 11,2 а фотографска магнитуда 11,9. Налази се на удаљености од 16,012 милиона парсека од Сунца. NGC 3877 је још познат и под ознакама UGC 6745, MCG 8-22-2, CGCG 243-4, IRAS 11434+4746, PGC 36699.